# Hemiglyphidodon plagiometopon
Hemiglyphidodon plagiometopon – gatunek morskiej ryby z rodziny garbikowatych, jedyny przedstawiciel rodzaju Hemiglyphidodon Bleeker, 1877. Gatunek o niewielkim znaczeniu gospodarczym. Hodowany w akwariach morskich.

## Występowanie
Wody przybrzeżne, osłonięte laguny i rafy koralowe   zachodniej części Oceanu Spokojnego, na głębokościach od 1–20 m p.p.m.

## Opis
Ciało krępe, ciemnobrązowe, u młodych osobników dołem żółto-pomarańczowe z niebieskimi  plamami i liniami na głowie i grzbiecie. 13 twardych i 14–15 miękkich promieni w płetwie grzbietowej. Żywią się glonami. Dorastają do 18 cm długości.